# Uini Atonio
Atonio (Timaru, 26 de marzo de 1990) es un jugador con doble nacionalidad francesa y samoana de rugby que se desempeña como Pilier y que juega para el club Atlantique Stade Rochelais del Top 14.

## Carrera
Uini Atonio se hace conocido el panorama europeo por un torneo en Hong Kong donde juega con Wesley College y llama la atención tanto por su corpulencia como por su técnica y esto le hace fichar y seguir su formación con Atlantique Stade Rochelais.
Su primer partido como profesional lo juega el 3 de septiembre de 2011 en el ProD2 cuando entra de reemplazo en un partido que enfrentaba a Oyonnax Rugby y que perdieron por el tanteador del equipo francés por 25-18.En la temporada siguiente ya se hizo con un puesto de titular llegando a jugar 29 partidos y consiguiendo 2 ensayos lo que hizo que llamase la atención de otros equipo, pero Atonio decidió renovar su contrato por tres temporadas más con el club de La Rochelle. Además fue nombrado capitán con tan solo 22 años.
En la temporada 2013/2014 es una pieza fundamental para la consecución del ascenso al Top 14.

## Selección nacional
Hizo su debut con Francia en un partido que les enfrentaba contra Fiyi el 8 de noviembre de 2014 en la ventana que se abre en otoño para la disputa de encuentros amistosos y que el XV del gallo ganó por 40-15.
En 2015 es seleccionado para formar parte de la selección francesa que participa en la Copa Mundial de Rugby de 2015. 

## Palmarés y distinciones notables
- Campeón Pro D2 2013-2014 (La Rochelle)